# Cyrtandra fulvisericea
Cyrtandra fulvisericea là một loài thực vật có hoa trong họ Tai voi. Loài này được Bramley mô tả khoa học đầu tiên năm 2005.